# Velká Británie na Letních olympijských hrách 2000
Velkou Británii na Letních olympijských hrách v roce 2000 reprezentovalo 310 sportovců (181 mužů a 129 žen) ve 23 sportovních odvětvích.

## Medailová umístění
| Medaile | Jméno | Sport             | Disciplína                       |
| ------- | --- | ----------------- | -------------------------------- |
| Zlato   | Jonathan Edwards | Atletika          | Muži trojskok                    |
| Zlato   | Denise Lewisová | Atletika          | Ženy sedmiboj                    |
| Zlato   | Audley Harrison | Box               | Muži váha supertěžká nad 91 kg   |
| Zlato   | Jason Queally | Cyklistika        | Muži 1000 m s pevným startem     |
| Zlato   | Stephanie Cooková | Moderní pětiboj   | Ženy                             |
| Zlato   | James Cracknell Tim Foster Matthew Pinsent Steve Redgrave                                                                    | Veslování         | Muži čtyřka bez kormidelníka     |
| Zlato   | Louis Attrill Simon Dennis Rowley Douglas Ben Hunt-Davis Luka Grubor Andrew Lindsay Fred Scarlett Steve Trapmore Kieran West | Veslování         | Muži osmiveslice                 |
| Zlato   | Shirley Robertson | Jachting          | Třída Europe                     |
| Zlato   | Iain Percy | Jachting          | Třída Finn                       |
| Zlato   | Ben Ainslie | Jachting          | Třída Laser                      |
| Zlato   | Richard Faulds | Sportovní střelba | Muži double trap                 |
| Stříbro | Darren Campbell | Atletika          | Muži 200 metrů                   |
| Stříbro | Steve Backley | Atletika          | Muži hod oštěpem                 |
| Stříbro | Paul Ratcliffe | Kanoistika        | Muži K1 slalom                   |
| Stříbro | Chris Hoy Craig MacLean Jason Queally                                                                                        | Cyklistika        | Družstvo mužů sprint             |
| Stříbro | Jeanette Brakewell Pippa Funnell Leslie Law Ian Stark                                                                        | Jezdectví         | Jezdecká všestrannost - družstva |
| Stříbro | Kate Howeyová | Judo              | Ženy 70 kg                       |
| Stříbro | Guin Battenová Miriam Battenová Katherine Graingerová Gillian Lindsayová                                                     | Veslování         | Ženy párová čtyřka               |
| Stříbro | Ian Barker | Jachting          | Třída 49er                       |
| Stříbro | Mark Covell Ian Walker | Jachting          | Třída Star                       |
| Stříbro | Ian Peel | Sportovní střelba | Muži trap                        |
| Bronz   | Katharine Merryová | Atletika          | Ženy 400 metrů                   |
| Bronz   | Kelly Holmesová | Atletika          | Ženy 800 m                       |
| Bronz   | Simon Archer Joanne Goode | Badminton         | Mix čtyřhra                      |
| Bronz   | Tim Brabants | Kanoistika        | Muži K-1 1000 m                  |
| Bronz   | Paul Manning Chris Newton Bryan Steel Bradley Wiggins                                                                        | Cyklistika        | Družstvo mužů stíhací závod      |
| Bronz   | Yvonne McGregor | Cyklistika        | Ženy stíhací závod               |
| Bronz   | Kate Allenbyová | Moderní pětiboj   | Ženy                             |